# NGC 44
 NGC 44 är en dubbelstjärna i stjärnbilden Andromeda .
Dubbelstjärnan har den kombinerade visuella magnituden 14,6 och upptäcktes av den brittiske astronomen John Herschel den 22 november 1827. Den gavs en NGC-beteckning innan det upptäcktes att den i själva verket är en stjärna. NGC 44 kräver teleskop för att kunna observeras.